# Syngnathus euchrous
Syngnathus euchrous är en fiskart som beskrevs av Fritzsche 1980. Syngnathus euchrous ingår i släktet Syngnathus och familjen kantnålsfiskar. Inga underarter finns listade i Catalogue of Life.